# Mikkel Honoré
Mikkel Frølich Honoré (Fredericia, 21 januari 1997) is een Deens wielrenner die sinds 2023 actief is voor EF Education-EasyPost.

## Carrière
Honoré won in 2014 de tijdrit op de Olympische Jeugdzomerspelen 2014 en werd daar tweede met het landenteam. In 2014 en 2015 won hij de Sint-Martinusprijs en in 2018 het Circuit de Wallonie. In 2018 reed Honoré voor Team Virtu Cycling en sinds 2019 komt hij uit voor Deceuninck–Quick-Step waarmee hij deelnam aan de Ronde van Italië 2019.

## Overwinningen
2014
Eind- en jongerenklassement Sint-Martinusprijs
2015
1e etappe Trophée Centre Morbihan
1e etappe (TTT) Sint-Martinusprijs
Eindklassement Sint-Martinusprijs
2018
Circuit de Wallonie
4e etappe (TTT) Ronde van de Toekomst
2021
Etappe 1b (TTT) en 5e etappe Internationale Wielerweek
5e etappe Ronde van het Baskenland
2023
Bergklassement Tour Down Under

## Resultaten in voornaamste wedstrijden
| Jaar | Ronde van Italië | Ronde van Frankrijk | Ronde van Spanje |
| ---- | ---------------- | ------------------- | ---------------- |
| 2019 | 101e             |                     |                  |
| 2020 | 30e              |                     |                  |
| 2021 | 81e              |                     |                  |
| 2022 |                  | 112e                |                  |
| 2023 |                  |                     |                  |
| 2024 | 62e              |                     |                  |
| 2025 | 79e              |                     |                  |

| Jaar | Milaan-San Remo | Ronde van Vlaanderen | Amstel Gold Race | Luik-Bast.‑Luik | Ronde van Lombardije | Waalse Pijl | Clásica San Sebastián |  | WK op de weg |  | Wereldranglijsten |
| ---- | --------------- | -------------------- | ---------------- | --------------- | -------------------- | ----------- | --------------------- |  | ------------ |  | ----------------- |
| 2019 |                 |                      | 92e              |                 |                      |             | 40e                   |  |              |  | 1005e (UWR)       |
| 2020 |                 |                      |                  |                 | 58e                  |             |                       |  | opgave       |  |                   |
| 2021 |                 |                      |                  | 50e             |                      | 42e         | ↑                     |  | opgave       |  |                   |
| 2022 | 38e             |                      |                  |                 | 19e                  |             | opgave                |  | 15e          |  |                   |
| 2023 | 69e             | 39e                  | opgave           | opgave          | opgave               |             |                       |  | opgave       |  |                   |
| 2024 |                 |                      | 28e              | 46e             |                      | opgave      |                       |  | 52e          |  |                   |
| 2025 | 17e             | 44e                  |                  |                 |                      | opgave      |                       |  |              |  |                   |

### Resultaten in kleinere rondes
| Jaar | Tour Down Under | UAE Tour | Tirreno-Adriatico | Ronde van het Baskenland | Ronde van Romandië | Critérium du Dauphiné | Ronde van Zwitserland | Ronde van Polen | Renewi Tour | Ronde van Guangxi |
| ---- | --------------- | -------- | ----------------- | ------------------------ | ------------------ | --------------------- | --------------------- | --------------- | ----------- | ----------------- |
| 2019 | opgave          | 96e      |                   | 49e                      |                    |                       |                       |                 |             | 42e               |
| 2020 |                 |          |                   |                          |                    |                       |                       |                 |             |                   |
| 2021 |                 |          |                   | 83e (1)                  |                    |                       |                       | 5e              |             |                   |
| 2022 |                 |          | 93e               |                          | 46e                | 47e                   |                       |                 |             |                   |
| 2023 | 84e             |          | 38e               |                          |                    |                       | 28e                   |                 | 45e         |                   |
| 2024 |                 |          | opgave            |                          |                    |                       |                       |                 |             |                   |
| 2025 |                 |          |                   |                          |                    |                       |                       |                 |             |                   |

(*) tussen haakjes aantal individuele etappeoverwinningen

## Ploegen
- 2018 –  Team Virtu Cycling
- 2019 –  Deceuninck–Quick-Step
- 2020 –  Deceuninck–Quick-Step
- 2021 –  Deceuninck–Quick-Step
- 2022 –  Quick Step-Alpha Vinyl
- 2023 –  EF Education-EasyPost
- 2024 –  EF Education-EasyPost
- 2025 –  EF Education-EasyPost

Andersen · Asgreen · Egholm · Fløtten · Guldhammer · Honoré · Jeppesen · Kamp · Krigbaum · Langballe · Larsen · Schultz · Veyhe
Alaphilippe · Asgreen · Capecchi · Cavagna · Declercq · Devenyns · Evenepoel   · Gilbert · Hodeg · Honoré · Jakobsen · Jungels · Keisse · Knox · Lampaert · Martinelli · Mas · Mørkøv · Richeze · Sabatini · Sénéchal · Serry · Štybar · Vakoč · Viviani 
Alaphilippe  · Almeida · Archbold · Asgreen · Bagioli · Ballerini · Bennett · Cattaneo · Cavagna · Declercq · Devenyns · Evenepoel   · Garrison · Hodeg · Honoré · Jakobsen · Jungels · Keisse · Knox · Lampaert · Masnada · Mørkøv · Sénéchal · Serry · Steels · Steimle · Štybar · Van Lerberghe · Quinn (stagiair) · Vansevenant (stagiair)
Alaphilippe  · Almeida · Archbold · Asgreen · Bagioli · Ballerini · Bennett · Cattaneo · Cavagna · Cavendish · Černý · Declercq · Devenyns · Evenepoel · Garrison · Hodeg · Honoré · Jakobsen · Keisse · Knox · Lampaert · Masnada · Mørkøv · Sénéchal · Serry · Steels · Steimle · Štybar · Van Lerberghe · Vansevenant · Osborne (stagiair) · Van Tricht (stagiair)
Alaphilippe  · Asgreen · Bagioli · Ballerini · Cattaneo · Cavagna · Cavendish · Černý · Declercq · Devenyns · Evenepoel  · Honoré · Jakobsen  · Keisse · Knox · Lampaert · Masnada · Mørkøv · Schmid · Sénéchal · Serry · Steels · Steimle · Štybar · Svrček (vanaf 1/7) · Van Lerberghe · Van Tricht · Van Wilder · Vansevenant · Vernon · Vervaeke · Raccani (stagiair)
Amador · Bettiol · Bissegger   · Caicedo · Camargo · Carapaz · Carr · Carthy · Cepeda · Chaves · Cort · de Bod · Doull · Eiking · Healy · Honoré · Keukeleire · Kudus · Padun · Piccolo · Powless · Quinn · Rutsch · Scully · Shaw · Steinhauser · Urán · J. van den Berg · M. van den Berg · Wiśniowski · van der Lee (stagiair)
Amador · Beloki · Bettiol(tot 14/8) · Bissegger · Carapaz · Carr · Carthy · Cepeda · Chaves · Costa · de Bod · Doull · Healy · Honoré · Nerurkar · Piccolo(tot 21/6) · Powless · Quinn · Rafferty · Rootkin-Gray · Rutsch · Ryan · Shaw · Steinhauser · Sweeny · Todome · Urán · Valgren · van den Berg · van der Lee · Hlady (stagiair) · Lovidius (stagiair)